# Kotliny (powiat zduńskowolski)
Kotliny – wieś w Polsce położona w województwie łódzkim, w powiecie zduńskowolskim, w gminie Szadek.
Przez miejscowość przebiega droga wojewódzka nr 710.
W latach 1975–1998 miejscowość należała administracyjnie do województwa sieradzkiego. W skład sołectwa Kotliny wchodzą wsie: Kotliny, Kotlinki i przysiółek wsi Kotlinki Jamno, niedaleko którego znajduje się rezerwat przyrody Jamno.